# Niederschlagsradar

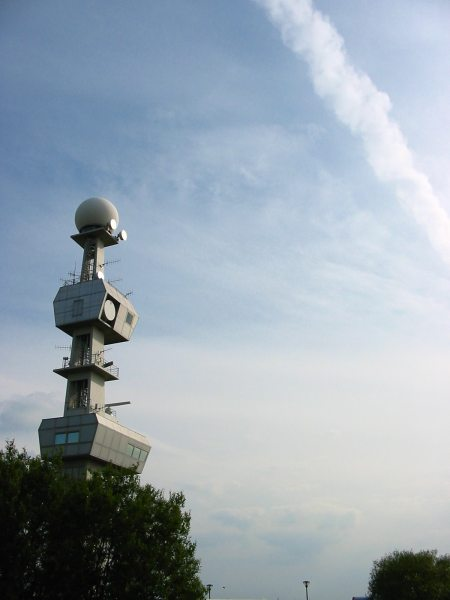
Niederschlagsradar des DWD in Emden, das Radar befindet sich in dem kugelförmigen Radom auf der Spitze des Turms

Ein Niederschlagsradar (auch Regenradar genannt) ist die am häufigsten verwendete Form eines Wetterradars. Mithilfe des Niederschlagsradars kann in einem begrenzten Umkreis der Wassergehalt einer Wolke gemessen werden, welcher wiederum Rückschlüsse auf eventuellen Niederschlag (Regen, Hagel oder Schnee) zulässt. Durch Auswertung von Dopplerfrequenzen können zugleich Windgeschwindigkeiten ermittelt werden. In der Meteorologie werden Niederschlagsradare genutzt, um aktuelle Daten für eine Wetterwarnung oder eine Wettervorhersage zu sammeln. In der Luftfahrt wird das Niederschlagsradar hauptsächlich genutzt, um Flüge durch Gewittergebiete vermeiden und die zu erwartenden Turbulenzen einschätzen zu können.

## Funktionsweise
Ein Niederschlagsradar basiert auf dem Primärradarprinzip. Das Niederschlagsradar sendet Mikrowellen aus und empfängt den Teil dieser Wellen, der auf seinem Weg durch die Atmosphäre reflektiert wird. Operative, bodengebundene Niederschlagsradare in Europa arbeiten meistens im C-Band, d. h. mit Frequenzen um die 5,6 GHz (ca. 5,4 cm Wellenlänge).
Je mehr Wassertropfen, Schneekristalle oder Eiskörner die Atmosphäre pro Volumen enthält, desto mehr wird vom Mikrowellensignal durch sie zurückgeworfen. Aus dem Zeitunterschied zwischen dem Senden des Radarsignals und dem Empfang seiner Reflexion kann der Abstand der Niederschlagspartikel von der Radaranlage berechnet werden. Aus der Intensität der empfangenen Echosignale können beschränkt Rückschlüsse auf Größe und Aggregatzustand getroffen werden. Damit erhält man ein Bild über Abstand und Niederschlagsgehalt der Wolke.
Bei dem Messvorgang selbst kommt es zu einigen physikalisch bedingten Problemen:
- Abnahme der Energiedichte über die Distanz: Die elektromagnetischen Wellen breiten sich divergent aus, sie verlieren dadurch gemäß dem Abstandsgesetz bei zunehmender Distanz an Energiedichte und das rückgestreute Signal wird schwächer. Diese Abschwächung wird Freiraumdämpfung genannt. Beim Niederschlagsradar ist diese Abnahme nach der Radargleichung für Volumenziele proportional dem Quadrat der Entfernung. Abhilfe ist die Nachsteuerung der Empfangsempfindlichkeit abhängig von der Entfernung, d. h. nach Abschicken des Sendeimpulses wählt man die Empfangsempfindlichkeit zunächst niedrig und steigert sie mit zunehmender Zeit nach dem Impuls. Diese zeitabhängige Verstärkungsregelung wird sensitivity time control genannt.
- Stärke des Echosignals: Diese hängt sowohl von Größe und Anzahl reflektierender Objekte als auch von deren Aggregatzustand ab (feuchter Schnee reflektiert besser als Regentropfen oder gar Hagel und Graupel). Welcher dieser Einflüsse überwiegt und die Stärke des Echosignals bestimmt, kann nicht ohne Weiteres durch das Radar ermittelt werden.
- Radarschatten: Durch eine große Ansammlung an Wasser in Wolken wird so viel ankommende Sendeenergie reflektiert, dass die restliche noch durch die Wolke dringende Energie nicht mehr ausreicht, um ein Echo auf dem Radarschirm zu erzeugen – ein sogenannter Radarschatten entsteht. Abhilfe: Betrieb mehrerer im Land verteilter Niederschlagsradare, deren Erfassungsbereiche sich überlappen.

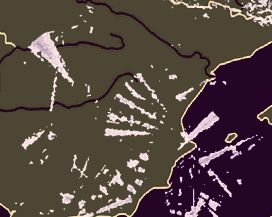
Störungen durch 5-GHz-WLAN im Regenradar

- Reflexionen an Bodenerhebungen: Sogenannte Bodenclutter (englisch Ground Clutter) sind hauptsächlich in Luftraumaufklärungsradar ein Problem. An festen Bodenstationen können Ground Clutter durch gezielte Manipulation der Empfindlichkeit ausgelöscht werden. Die Größe dieser Störungen werden statistisch in einer elektronischen Clutter-Map registriert und Störungen durch 5-GHz-WLAN im Regenradar von den Niederschlagsechos subtrahiert. In der Luftfahrt wird versucht, durch ein Doppler-Verfahren (Moving Target Indication) die Anzeige von Bodenerhebungen auszublenden.
- Interpretationsproblem beim Einsatz in der Luftfahrt: Die gemessene Rückstreuung der Wolken lässt nicht unbedingt Rückschlüsse auf die Stärke der damit verbundenen Turbulenzen oder die Art des Niederschlages zu. Abhilfe können auch hier Doppler-Verfahren und das Verwenden verschiedener Sendefrequenzen sein.

Im gleichen Frequenzband wie das Niederschlagsradar arbeiten auch die 5-GHz-WLAN-Stationen als Sekundärnutzer. Um Störungen zu vermeiden, müssen diese eine automatische Kanalwahl- und Sendeleistungskontrolle (Dynamic Frequency Selection) verwenden. Dies wird nicht überall konsequent umgesetzt, wie man in Wetteradarbildern regelmäßig sehen kann (z. B. Abbildung „Störungen durch 5-GHz-WLAN im Regenradar“).

## Niederschlagsradarstationen

### Deutschland
In Deutschland betreibt der Deutsche Wetterdienst einen Radarverbund mit 17 Niederschlagsradarstationen. Das erste Niederschlagsradar wurde 1967 in Leipzig eingesetzt. Bis 2005 handelte es sich dabei überwiegend um Radargeräte vom Typ Meteor 360 der Firma Gematronik (Neuss). Diese wurden alle ersetzt durch polarimetrische Radarsysteme der Firma Enterprise Electronics Corporation (USA) mit der Typenbezeichnung „DWSR/5001/SDP/CE“. Um zu verhindern, dass sich zwei Antennen gegenseitig anstrahlen und so einen Störsektor auf dem Bildschirm erzeugen, arbeiten die neuen Geräte in der Drehung zeitsynchron.
| Radarstandorte         | Typ       | Turmhöhe | Bauart                |
| ---------------------- | --------- | -------- | --------------------- |
| Boostedt               | DWSR 5001 | 30       | Stahl-Gittermast-Turm |
| Dresden-Klotzsche      | DWSR 5001 | 38       | Beton und Stahlturm   |
| Eisberg                | DWSR 5001 | 26       | Stahl-Gittermast-Turm |
| Emden-Knock            | DWSR 5001 | 56       | Betonturm             |
| Essen-Schuir           | DWSR 5001 | 30       | Betonturm             |
| Feldberg (Schwarzwald) | DWSR 5001 | 21       | Betonturm             |
| Flechtdorf             | DWSR 5001 | 73       | Stahl-Gittermast-Turm |
| Hannover               | DWSR 5001 | 44       | Betonturm             |
| Memmingen              | DWSR 5001 | 55       | Betonturm             |
| Neuhaus a. R.          | DWSR 5001 | 30       | Betonturm             |
| Neuheilenbach          | DWSR 5001 | 32       | Stahl-Gittermast-Turm |
| Offenthal              | DWSR 5001 | 45       | Betonturm             |
| Prötzel                | DWSR 5001 | 51       | Betonturm             |
| Rostock                | DWSR 5001 | 34       | Betonturm             |
| Schnaupping (Isen)     | DWSR 5001 | 45       | Betonturm             |
| Türkheim (Geislingen)  | DWSR 5001 | 32       | Stahl-Gittermast-Turm |
| Ummendorf              | DWSR 5001 | 21       | Stahl-Gittermast-Turm |

### Österreich
Verantwortlich für den Betrieb der Radaranlagen in Österreich ist die Austro Control. Der erste operationelle Betrieb eines Niederschlagsradars startete im Jahr 1965 in Rauchenwarth beim Flughafen Wien-Schwechat. Seit 2011 werden polarimetrische Radargeräte eingesetzt. Das Niederschlagsradarnetzwerk in Österreich umfasst 5 Standorte (Rauchenwarth, Feldkirchen, Zirbitzkogel, Patscherkofel, Valluga) und ermöglicht damit eine vollständige Abdeckung des Staatsgebietes. Seit 2001 beträgt die räumliche Auflösung 1 × 1 × 1 Kilometer, die zeitliche Auflösung 5 Minuten.

### Schweiz
MeteoSchweiz betreibt fünf Wetterradarstationen auf der Dôle, auf dem Albis, auf dem Monte Lema, auf der Pointe de la Plaine Morte (seit Winter 2013/2014) und seit Ende 2016 auch auf dem Weissfluhgipfel.